# Fritz Friedrich (Pädagoge)
Fritz Friedrich (* 25. Februar 1875 in Christgrün; † 1952) war ein Gymnasiallehrer, Publizist und konservativer Geschichtsdidaktiker im Kaiserreich und der Weimarer Republik.
Friedrich studierte von 1894 bis 1899 an den Universitäten Lausanne, Berlin und Leipzig. 1898 wurde er mit der Dissertation Politik Sachsens von 1801 bis 1803. Ein Beitrag zur Geschichte der Auflösung des heiligen römischen Reiches zum Dr. phil. promoviert. Nach dem Studium war er Gymnasiallehrer in Schneeberg, seit 1906 in Kiel und seit 1907 in Leipzig am Schiller-Realgymnasium. Ende 1918 wurde er Seminarleiter an der Universität Leipzig. Von 1925 leitete er bis 1937 in Leipzig als Direktor die Nikolaischule.
1911 gründete er zusammen mit Paul Rühlmann die Zeitschrift Vergangenheit und Gegenwart. Zeitschrift für den Geschichtsunterricht und staatsbürgerliche Erziehung in allen Schulgattungen, die er als Chefredakteur leitete. Er war bis 1933 führend im Verband deutscher Geschichtslehrer, der die Zeitschrift herausgab. Die Leipziger Gruppe stand in Opposition zur Berliner Gruppe, die stärker rechtsradikale Tendenzen aufwies. Im Januar 1934 verlor Friedrich seine Position in der Zeitschrift.

## Schriften
- Studien über Gobineau: Kritik seiner Bedeutung für die Wissenschaft, Leipzig 1908
- Stoffe und Probleme des Geschichtsunterrichts in höheren Schulen, Teubner, Leipzig 1915 (Digitalisat)
- Der Sinn des Geschichtsunterrichts, Teubner, Leipzig 1927